# Hobart Bay
Hobart Bay ist ein Census-designated place (CDP) im Petersburg Borough im US-Bundesstaat Alaska. Bei der Volkszählung Census 2020 wurde in Hobart Bay ein einziger Einwohner ermittelt.

## Geographie
Hobart Bay liegt im Alaska Panhandle an der gleichnamigen Bucht, die sich zur Stephens Passage hin öffnet, 116 km südsüdöstlich von Juneau sowie 74 km nördlich von Petersburg.

## Geschichte
1889 gab Lt. Commander Mansfield, ein Mitglied der United States Navy, Hobart Bay seinen Namen. Die Stadt hatte zunächst die Funktion eines Holzfällercamps. Seit 1990 ist Hobart Bay ein census-designated place. Bis zum Zensus 2010 war Hobart Bay Teil der Hoonah-Angoon Census Area. Seit dem Zensus 2020 ist das CDP Teil des neu gegründeten Petersburg Borough.